# Yunnanilus macrogaster
Yunnanilus macrogaster е вид лъчеперка от семейство Nemacheilidae.

## Разпространение
Видът е разпространен в Китай (Юннан).

## Описание
На дължина достигат до 7,1 cm.